# Onthophagus dicella
Onthophagus dicella är en skalbaggsart som beskrevs av Bates 1888. Onthophagus dicella ingår i släktet Onthophagus och familjen bladhorningar. Inga underarter finns listade i Catalogue of Life.